# 格里姆尼茨湖
52°30′54″N 13°12′02″E / 52.514867°N 13.200692°E

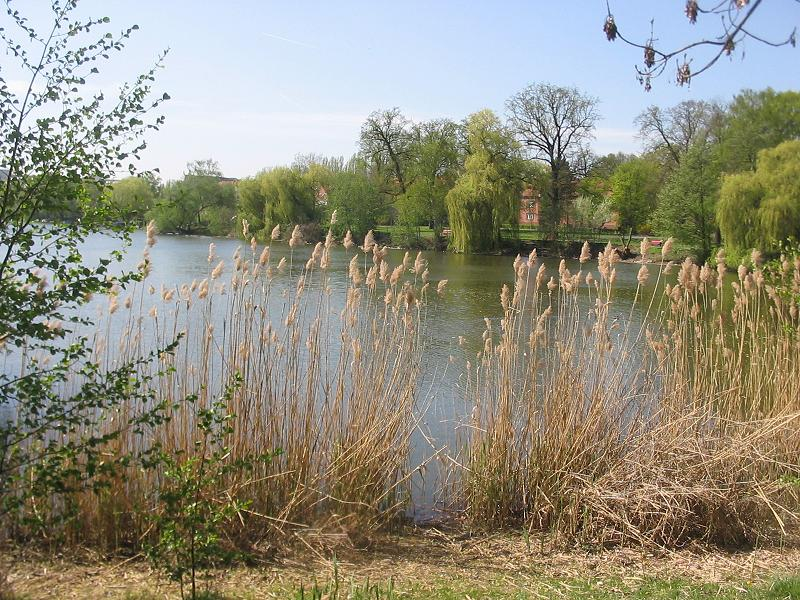

格里姆尼茨湖（德語：Grimnitzsee），是德國的湖泊，位於該國首都柏林，由施潘道行政區負責管轄，長0.4公里、寬0.2公里，面積0.07平方公里，海拔高度30米，平均水深3米。